# Quyền LGBT ở Guyana
Quyền đồng tính nữ, đồng tính nam, song tính và chuyển giới ở Guyana phải đối mặt với những thách thức pháp lý mà những người không phải LGBT không gặp phải. Guyana là quốc gia duy nhất ở Nam Mỹ và là quốc gia duy nhất ở châu Mỹ ngoài Caribbean, nơi các hành vi đồng tính luyến ái (cũng như dị tính quan hệ tình dục qua đường hậu môn và quan hệ bằng miệng) vẫn còn bất hợp pháp. Theo luật pháp của Guyana, tham gia vào quan hệ tình dục qua đường hậu môn hoặc bằng miệng có thể bị phạt tù chung thân. Luật pháp không được thi hành, tuy nhiên. Gần đây, đã có những nỗ lực để coi thường các hành vi đồng tính luyến ái. Tổng thống David A. Granger ủng hộ những nỗ lực này.
Vào tháng 8 năm 2016, Tòa án Tối cao ở Belize đã bãi bỏ lệnh cấm thẩm quyền của Belize là vi hiến. Bởi vì Belize và Guyana (và tất cả các quốc gia thành viên của CARICOM) có chung một luật pháp giống nhau, lệnh cấm mua sắm của Guyana cũng là vi hiến. Tuy nhiên, không giống như Belize, Hiến pháp của Guyana có một "điều khoản tiết kiệm", bảo vệ các luật được thừa kế bởi Đế chế Anh trước khi xem xét hiến pháp, ngay cả khi những luật này chống lại các quyền cơ bản của con người. Mặc quần áo chéo là bất hợp pháp cho đến tháng 11 năm 2018, khi đạo luật bị Tòa án Công lý Caribbean, tòa án của khu nghỉ mát cuối cùng của Guyana.
Xã hội Guyan có xu hướng xem đồng tính luyến ái, chuyển giới và người không nhị phân tiêu cực, mặc dù thái độ đang dần thay đổi và trở nên dễ chấp nhận hơn. Lần đầu tiên cuộc diễu hành tự hào diễn ra vào tháng 6 năm 2018 với sự hỗ trợ của các nhà lãnh đạo chính trị và tôn giáo khác nhau.

## Bảng tóm tắt
| Hoạt động tình dục đồng giới hợp pháp                                                                                       | (Hình phạt: Lên đến tù chung thân; không thi hành) |
| Độ tuổi đồng ý | (Hình phạt: Lên đến tù chung thân; không thi hành) |
| Luật chống phân biệt đối xử chỉ trong việc làm                                                                              | No                                                 |
| Luật chống phân biệt đối xử trong việc cung cấp hàng hóa và dịch vụ                                                         | No                                                 |
| Luật chống phân biệt đối xử trong tất cả các lĩnh vực khác (bao gồm phân biệt đối xử gián tiếp, ngôn từ kích động thù địch) | No                                                 |
| Hôn nhân đồng giới | No                                                 |
| Công nhận các cặp đồng giới                                                                                                 | No                                                 |
| Con nuôi của các cặp vợ chồng đồng giới                                                                                     | [ 4 ]                                              |
| Con nuôi chung của các cặp đồng giới                                                                                        | [ 4 ]                                              |
| Người LGBT được phép phục vụ công khai trong quân đội                                                                       | (Từ năm 2012)                                      |
| Quyền thay đổi giới tính hợp pháp                                                                                           | No                                                 |
| Truy cập IVF cho đồng tính nữ                                                                                               | No                                                 |
| Mang thai hộ thương mại cho các cặp đồng tính nam                                                                           | No                                                 |
| NQHN được phép hiến máu | No                                                 |